# 燕云十六声
《燕云十六声》是一款开放世界武侠電子角色扮演遊戲，由Everstone Studios开发，网易发行。 该游戏于2024年12月27日在中国登陸PlayStation 5和Microsoft Windows。   2025年初登陸iOS和Android。董瑋参与游戏的武术场景设计。

## 游戏玩法
燕云十六声背景設定在五代十国。遊戲中的地图面积相當於現實中的20平方公里。

## 争议事件
2025年2月13日，网易在情人节推送的宣传内容中，使用女童角色进行宣传，并配以恋爱文案，该事件在社交媒体上迅速发酵，引起玩家对网易恋童行为的不满。